# Giro del Piemonte 1929
Il Giro del Piemonte 1929, ventiduesima edizione della corsa, si svolse il 7 aprile 1929 su un percorso di 283 km. La vittoria fu appannaggio dell'italiano Antonio Negrini, che completò il percorso in 8h57'20", precedendo i connazionali Alfredo Binda e Battista Giuntelli.
Sul traguardo di Torino 19 ciclisti, su 38 partiti dalla medesima località, portarono a termine la competizione. 

## Ordine d'arrivo (Top 10)
| Pos. | Corridore           | Squadra         | Tempo    |
| ---- | ------------------- | --------------- | -------- |
| 1    | Antonio Negrini     | Maino           | 8h57'20" |
| 2    | Alfredo Binda       | Legnano-Torpedo | a 4'21"  |
| 3    | Battista Giuntelli  | Bianchi-Pirelli | a 4'26"  |
| 4    | Luigi Giacobbe      | Maino           | a 5'56"  |
| 5    | Leonida Frascarelli | Ideor           | a 5'57"  |
| 6    | Domenico Piemontesi | Bianchi-Pirelli | a 10'37" |
| 7    | Michele Orecchia    | La Rafale       | a 10'39" |
| 8    | Carlo Moretti       | -               | a 13'22" |
| 9    | Alfredo Dinale      | Legnano-Torpedo | a 16'11" |
| 10   | Adriano Zanaga      | Touring         | ?        |